# Ken Ryker
Ken Ryker (* 17. August 1972 in Jeonju, Südkorea) ist ein US-amerikanischer Pornodarsteller.

## Leben
Nach seiner Schulzeit, die er in Texas verbrachte, ging Ryker zum United States Marine Corps, wurde nach einem Verkehrsunfall jedoch vom Dienst entlassen. Ryker zog mit seiner Freundin nach San Fernando Valley und begann in der Pornoindustrie als Fotomodell zu arbeiten und als Stripper aufzutreten. 1995 gewann Ryker den Adult Video News Award als Best Newcomer. 1996 war er als Pornodarsteller im schwulen Film The Other Side Of Aspen IV tätig. In den folgenden Jahren war er in weiteren Pornofilmen zu sehen und war als Pornodarsteller in schwulen, bisexuellen und heterosexuellen Rollen tätig. 1998 gewann er bei den Adult Erotic Gay Video Awards gemeinsam mit dem Pornodarsteller Steve Harper mit dem Film Ryker's Revenge den Preis für die beste gemeinsame Sexszene. Ein 29 cm langer Dildo, der nach einem Abguss seines Penis modelliert wurde, ist seit Mitte der 1990er Jahre im Handel erhältlich. Seit 2000 ist Ryker beim Unternehmen Frixion Lube angestellt. 2002 wurde er in die Hall of Fame der GayVN Awards aufgenommen.

## Filmographie (Auswahl)

### Homosexuell
- The Backroom
- Big River
- The New Pledgemaster
- The Other Side Of Aspen IV: The Rescue
- The Renegade
- Ryker's Revenge
- Ryker's Web (2003)

### Heterosexuell
- Deep Inside Nicole Sheridan
- Raw (2001)

### Bisexuell
- Mass Appeal 1
- Mass Appeal 2